# Titulærbiskop
En titulærbiskop er en biskop som ikke har en reel ledelsesfunktion over et eksisterende bispedømme. Titelen benyttes i den romerskkatolske kirke og ortodokse kirker om prælater, som har rangen af biskop (dvs. er ordineret som biskop), men udøver andre kirkelige opgaver end at lede et bispedømme. Siden kirkeretten kræver at enhver biskop skal have et bispesæde, får titulærbiskopper tildelt et historisk, ophævet bispesæde (titulært bispedømme). I Danmark har N.F.S. Grundtvig haft titlen titulærbiskop.
| Kristendom | Spire Denne artikel om kristendom er en spire som bør udbygges. Du er velkommen til at hjælpe Wikipedia ved at udvide den. |